# Варисан, Рональд
Рональд Варисан (англ. Ronald Warisan; 20 августа 1989, Вевак, Ист-Сепик, Папуа — Новая Гвинея) — папуанский футболист, вратарь клуба «Тоти Сити Дуэллерс» и сборной Папуа — Новой Гвинеи.

## Биография

### Клубная карьера
Всю свою профессиональную карьеру проводит в клубах чемпионата Папуа — Новой Гвинеи. Начинал карьеру в клубе «Сепик». Также выступал за «Рапатона Тайгерс», «Беста ПНГ» и «Гигира Лайтепо Юнайтед». С 2014 года является игроком клуба «Тоти Сити Дуэллерс».

### Карьера в сборной
Дебютировал за сборную Папуа — Новой Гвинеи 6 сентября 2014 года в товарищеском матче со сборной Сингапура.
В 2016 году попал в заявку сборной на домашний Кубок наций ОФК 2016. На турнире команда выступила весьма удачно, неожиданно заняв первое место в группе, и впервые в своей истории вышла в финал, где в серии пенальти уступила сборной Новой Зеландии. Сам Варисан сыграл во всех пяти матчах, включая финальный.